# ステイツビル (ノースカロライナ州)
ステイツビル（英: Statesville）は、アメリカ合衆国ノースカロライナ州の都市。アイアデル郡の郡庁所在地である。人口は2万8419人（2020年）。州間高速道路40号線と同77号線の交差点に位置する。1997年と2009年には全米都市賞に挙げられた。

## 歴史

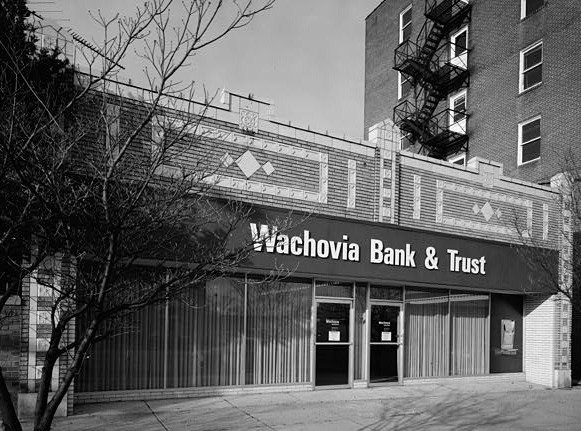
ステイツビル商業歴史地区にあるマディソン・ビル、1982年撮影

1753年、スコットランド・アイルランド系の長老派教会員とドイツのルーテル教会員が、ステイツビルに入って来て、肥沃な土地で作物を栽培するようになった。彼らは元々ペンシルベニア州で開拓を始めていた者達だった。このステイツビルは狩猟に向く動物が豊富であり、水も豊かに得られた。フォースクリーク・コングリゲーションと呼ばれた開拓地は、隣接するソールズベリーの開拓地から西に4番目のクリークという新鮮な水流にちなんで名付けられた。開拓地の中心は丸太小屋であり、そこで長老派教会員が礼拝を行ったものであり、現在では第一長老派教会が建っている。
1755年、ノースカロライナ植民地総督のアーサー・ドブスが、フォースクリーク開拓地の真北約3マイル (5 km) にフロンティアの砦を建設することを承認した。植民地の兵士が建設して駐屯したこのドブス砦は、フレンチ・インディアン戦争やアングロ・チェロキー戦争のときにイギリス領北アメリカの西部フロンティアを守った。ドブス砦は、軍隊の兵舎、防塞、開拓者の逃避場、食料の保存場所、さらにインディアンとの交渉場所という機能を兼ねていた。
1788年、ノースカロライナ州議会はローワン郡を分割し、新しい郡は、ジョージ・ワシントン政権でアメリカ合衆国最高裁判所陪席判事に就いたジェイムズ・アイアデルにちなんでアイアデル郡と名付けた。
その1年後、州議会は郡庁所在地にする地点を選定した。フォースクリーク・コングリゲーションが選ばれ、そこはステイツビルと呼ばれるようになった。
1833年には既に、ステイツビルの指導者達が、州内のピードモント地域と国内の他地域を結ぶ鉄道の誘致を始めていた。
1858年までに、ステイツビルは急速に成長し、タバコとその関連商の生産品、ウィスキーの生産とブレンディングで州内で重要な場所となり始め、根菜やハーブの大きな配送中心となった。
1891年8月27日、長さ300フィート (90 m) の橋の上で旅客列車が脱線し、7両が落下した。この事故で約30人が死んだ。

## 見どころ
- コングリゲーション・エマヌエルは現在のアメリカ合衆国では100か所もなくなった、10世紀建設のシナゴーグの1つである
- ドブス砦は、フレンチ・インディアン戦争に関わったことでは唯一のノースカロライナ州歴史史跡[6]
- ミッチェル・コミュニティカレッジ、長老派教会の女子大として1852年に設立され、現在は公立のコミュニティカレッジとなっている。2008年から2009年、NASAの大学生研究開発計画で認められたことでは国内初のコミュニティカレッジとなった。
- マイナーリーグ野球のステイツビル・オウルズが1939年から1963年までステイツビルを本拠地にしていた。その存在期間の間に、タールヒール・リーグ（1939年-1940年）、ノースカロライナ州リーグ（1942年、1947年-1952年）、西カロライナ・リーグ（1960年-1862年）、西カロライナズ・リーグ（1963年）など幾つかのリーグで試合を行っていた。1940年、1948年、1962年にはその当時のリーグで優勝した[7]。球場はステイツビル・シニア高校にあるのでシニアハイ・スタジアムと名付けられている[8]。この球場は、長年の間に改変が行われてきたものも、今でも高校の野球チームが使っている。夏季リーグ大学野球チームとして復帰したチームが、それ以降現在までこの球場を使っている。そのチームの最初のシーズンは2010年であり、成績は21勝18敗であり、プレイオフの第1段階で敗退した。サザン・カレッジエイト野球リーグに属している。
- ウェイサイド小学校は、東ステイツビルのソールズベリー道路沿いにある。現在の校舎は1941年に開設されたものだったが、2002年、同小学校とアラン・D・ラザフォード小学校が合併してサードクリーク小学校となったときに閉鎖された。元の校舎は現在UAW3520の本部が使用し、元アラン・D・ラザフォード小学校はアラン・D・ラザフォード教育ビルと呼ばれるアイアデル・ステイツビル教育管理部分館が入っている。
- ステイツビル・クリスチャン学校はステイツビル都市圏を対象とする、非会派私立学校であり、幼稚園から12年生までを教えている
- ステイツビル市のアメリカ合衆国国家歴史登録財としては、次のものがある[9]。

| - アカデミーヒル歴史地区 - アリソン・ウッズ（歴史地区） - センター通りA・M・E・ザイオン教会 - 東ブロード通り・デイビー・アベニュー歴史地区 - ヘンリー・エックルズ邸 - フォールズ・ホブス邸 - ファイムスター邸 - ドブス砦 | - ハーグレイブ邸 - アイアデル郡庁舎 - キー記念礼拝堂 - キング・フラワーズ・キートン邸 - ミッチェル・カレッジ本館 - マクレランド・デイビス邸 - マッケルウィー邸宅群 - ミッチェル・カレッジ歴史地区 | - モリソン・モット邸 - サイラス・アレクサンダー・シャープ邸 - サウスレース通り歴史地区 - ステイツビル商業歴史地区 - ヘンリー・ターナー邸とコールドウェル・ターナーミル史跡 - アメリカ合衆国郵便局と郡庁舎 - ワドル・クリック農園 |

## 人口動態
以下は2010年の国勢調査による人口統計データである。
| 基礎データ - 人口: 24,633 人 - 世帯数: 9,338 世帯 - 家族数: 5,957 家族 - 人口密度: 438.6人/km2（1,195.8 人/mi2） - 住居数: 10,041 軒 - 住居密度: 188.8軒/km2（489.1 軒/mi2） 人種別人口構成 - 白人: 59.94% - アフリカン・アメリカン: 31.87% - ネイティブ・アメリカン: 0.18% - アジア人: 2.71% - 太平洋諸島系: 0.02% - その他の人種: 3.84% - 混血: 1.42% - ヒスパニック・ラテン系: 7.11% | 年齢別人口構成 - 18歳未満: 24.4% - 18-24歳: 8.7% - 25-44歳: 28.0% - 45-64歳: 21.4% - 65歳以上: 17.4% - 年齢の中央値: 37歳 - 性比（女性100人あたり男性の人口） - 総人口: 86.5 - 18歳以上: 82.0 世帯と家族（対世帯数） - 18歳未満の子供がいる: 28.1% - 結婚・同居している夫婦: 41.7% - 未婚・離婚・死別女性が世帯主: 17.9% - 非家族世帯: 36.2% - 単身世帯: 31.4% - 65歳以上の老人1人暮らし: 12.7% - 平均構成人数 - 世帯: 2.39人 - 家族: 2.99人 | 収入と家計 - 収入の中央値 - 世帯: 31,925米ドル - 家族: 41,694米ドル - 性別 - 男性: 31,255米ドル - 女性: 22,490米ドル - 人口1人あたり収入: 19,328米ドル - 貧困線以下 - 対人口: 16.1% - 対家族数: 12.7% - 18歳未満: 23.7% - 65歳以上: 13.8% |

## 著名な出身者
- ルイス・クラーク（1901年–1977年）、陸上競技選手、1924年パリオリンピックの400メートルリレー走で金メダル
- クリス・コール（1982年 - ）、プロのスケートボーダー

## メディア
新聞
- 「ステイツビル・レコード・アンド・ランドマーク」、主にアイアデル郡を対象とする日刊紙、週7日発行

ラジオ
- WAME "リアルカントリー 550 & 92.9"、AM/FM 局 550 kHz and 92.9 mHz、クラシック・カントリーを放送
- WSIC 1400 AM & 100.7 FM、ニュースとトーク
- WNIH-DB、地元カントリーミュージック局、オンラインでも聴取できる[11]
- シャーロット地域やピードモント・トライアド地域の放送も聴取できる